# Блэйз, Луна
Лу́на Блэйз Бойд (англ. Luna Blaise Boyd, род. 1 октября 2001, Лос-Анджелес, Калифорния, США) — американская актриса и певица, наиболее известная ролями в сериалах «Манифест» и «Трудности ассимиляции».

## Биография
Луна Блэйз Бойд родилась 1 октября 2001 года в Лос-Анджелесе, Калифорния, в семье Пола Бойда, шотландского режиссёра музыкальных видео и фильмов из Глазго, и американской актрисы мексиканского происхождения Анджелины Мартинез-Бойд из Сан-Антонио, Техас.

## Карьера

### Ранние роли и признание
Блэйз начала сниматься в возрасте шести лет, сыграв эпизодическую роль в фильме 2008 года «Порочный круг». В 2013 году она получила роль юной Нины в художественном инди-фильме «Память», исполнительным продюсером и автором сценария которого выступил Джеймс Франко, который также снялся в фильме.
В 2014 году Блэйз получила роль Николь в телесериале ABC «Трудности ассимиляции» с Рэндаллом Парком и Констанс Ву в главных ролях. Для тринадцатилетней актрисы это была её первая большая роль. Эта роль принесла ей награду за лучшую женскую роль второго плана на премии «Молодой актёр» 2016 года. В июне 2016 года Блэйз снялась в клипе на дебютный сингл Джейкоба Сарториуса «Sweatshirt».

### Музыкальный дебют и «Манифест»
В начале 2017 года Блэйз выпустила свой первый сингл «Over You», а в декабре 2017 года объявила, что выпустит ещё музыку в новом году. В конце 2018 года Блэйз выпустила свой второй сингл «Secrets».
В 2018 году Блэйз получила роль Олив Стоун в мистической драме NBC «Манифест». В 2022 году Блэйз публично объявила, что больше не будет выпускать музыку.

## Фильмография
| Год       |   | Русское название                 | Оригинальное название  | Роль            |
| --------- | - | -------------------------------- | ---------------------- | --------------- |
| 2008      | ф |                                  | Konflooent             | Виктория Сантос |
| 2009      | ф | Порочный круг                    | Vicious Circle         | Хлоя            |
| 2013      | ф | Авария                           | The Breakdown          | Лунз            |
| 2015      | ф | Память                           | Memoria                | Нина (13 лет)   |
| 2015—2018 | с | Трудности ассимиляции            | Fresh Off Boat         | Николь          |
| 2018      | ф | Театр выживания 9                | Surviving Theater 9    | Эйлин           |
| 2018      | ф | Городские ребята                 | Concrete Kids          | Луна            |
| 2018—2023 | с | Манифест                         | Manifest               | Олив Стоун      |
| 2025      | ф | Мир юрского периода: Возрождение | Jurassic World Rebirth | Тереса Дельгадо |

## Награды и номинации
| Год  | Награда         | Категория                            | Номинация за            | Результат | Примечания |
| ---- | --------------- | ------------------------------------ | ----------------------- | --------- | ---------- |
| 2016 | «Молодой актёр» | Лучшая молодая актриса второго плана | «Трудности ассимиляции» | Победа    | [ 3 ]      |